# Moneta (Virginia)
Moneta ist ein Census-designated place im Bedford County im Bundesstaat Virginia. Das U.S. Census Bureau hat bei der Volkszählung 2020 eine Einwohnerzahl von 450 ermittelt.

## Geografie
Moneta liegt entlang der Route 122 zwischen Bedford und Rocky Mount in der Nähe des Smith Mountain Lake. Der Ort dient als postalische Adresse für Häuser am Smith Mountain Lake. Die Olive Branch Missionary Baptist Church und Holland-Duncan House sind im National Register of Historic Places als Kulturdenkmale aufgeführt.

## Populärkultur
Moneta wurde popularisiert als Drehort der US-amerikanischen Filmkomödie Was ist mit Bob? mit Bill Murray aus dem Jahre 1991.
Im Jahre 2015 geriet Moneta weltweit in die Medien als Tatort der Ermordung von Alison Parker und Adam Ward und der schweren Verwundung von Vicki Gardner, der Vorsitzenden der Handelskammer von Smith Mountain Lake.

## Persönlichkeiten
Söhne und Töchter
- Shirlee Hunter (* 1939), Musikerin